# هيلين دويتش (كاتبة السيناريو)
هيلين دويتش ،(1906 - 1992)، هي كاتبة السيناريو, الأمريكية المعروفة وتعد من أبرز كاتبات السيناريو في القرن العشرين، وقد سبق لها الفوز بعدة جوائز أورسكار عن اعمالها «ليلى» و «سأبكي غذا» و «مولي براون التي لا تغرق». وهي من مواليد مدينة نيويورك في 21 مارس 1906 وتخرجت من كلية بارنارد

## وفاتها
توفيت يوم 15 مارس 1992 بمنزلها بمانهاتن عن عمر يناهز 85 عاما.

## روابط خارجية
- هيلين دويتش على موقع IMDb (الإنجليزية)
- هيلين دويتش على موقع ألو سيني (الفرنسية)
- هيلين دويتش على موقع ميوزك برينز (الإنجليزية)
- هيلين دويتش على موقع أول موفي (الإنجليزية)
- هيلين دويتش على موقع قاعدة بيانات برودواي على الإنترنت (الإنجليزية)
- هيلين دويتش على موقع قاعدة بيانات الأفلام السويدية (السويدية)
- هيلين دويتش على موقع ديسكوغز (الإنجليزية)
- هيلين دويتش على موقع قاعدة بيانات الفيلم (الإنجليزية)
- هيلين دويتش على موقع كينوبويسك (الروسية)